# Leukæmi
Blodkræft (Leukæmi) er en fællesbetegnelse for sygdomme, hvor der er sket en ændring i knoglemarvens produktion af blodceller. Årsagen kendes ikke.
Der findes fire hovedtyper af leukæmi:
1. Akut myeloid leukæmi (AML)
2. Kronisk myeloid leukæmi (CML)
3. Akut lymfocytær leukæmi (ALL)
4. Kronisk lymfocytær leukæmi (CLL)

## Symptomer på leukæmi (blodkræft)
På grund af mangel på de normale celler: Leukocytter (hvide blodlegemer), erytrocytter (røde blodlegmer) og trombocytter (blodplader), vil de typiske symptomer være:
- Tegn på anæmi (blodmangel) såsom bleghed, træthed og svimmelhed.
- Infektionstegn som feber og utilpashed.
- Tendens til blødning pga. blodplademangel som f.eks. næseblod og mange blå mærker.
- Vægttab og nedsat appetit.

## Weblinks
- "European Leukemia Net" European LeukemiaNet er en EU-støttet organisation for læger, videnskabelige medarbejdere og patienter med interesse i blodkræft. Formålet er at forbedre behandling og viden om leukæmi i Europa og udbredning af kendskabet hertil. Organisationens hjemmeside giver oplysning for læger, patienter (f.eks. patientforeninger i Europa) om igangværende kliniske undersøgelser og yderligere oplysning om sygdommen